# Beaufortia eriocephala
Beaufortia eriocephala är en myrtenväxtart som beskrevs av William Vincent Fitzgerald. Beaufortia eriocephala ingår i släktet Beaufortia och familjen myrtenväxter. Inga underarter finns listade i Catalogue of Life.